# Мукушев, Куйшубай
Куйшубай Мукушев (15.08.1917 — ?) — шофёр автобазы Атбасарского автотреста Министерства автомобильного транспорта и шоссейных дорог Казахской ССР, Целиноградская область. Герой Социалистического Труда (05.10.1966).

## Биография
Родился 15 августа 1917 года в ауле Каратогай Атбасарского уезда Акмолинской области (ныне — Атбасарский район Акмолинской области Казахстана) в семье крестьянина-бедняка. Казах.
С 1930 года учился в школе села Михайловка, окончил 4 класса.
Трудовую деятельность начал в 1935 году трактористом в Сандыктавской Машинно-тракторной станции (МТС) Карагандинской (с 1936 года — Северо-Казахстанской, с 1939 — Акмолинской) области Казахской АССР (с декабря 1936 года — Казахской ССР).
В 1938—1940 годах служил в Красной армии на Украине в городе Чернигове. Вернувшись домой, поступил работать трактористом в село Владимировка Балкашинского района, где трудился до призыва в армию по мобилизации.
В августе 1942 года был призван в Красную армию. Прибыл в село Бородаевка Сталинградской области, но по распоряжению Наркомата был возвращён домой, как лучший механизатор, и обеспечен бронёй. Продолжил работать в Сандыктавской МТС до 1945 года.
С 1946 года, окончив курсы, работал шофёром Атбасарской автобазы № 1 (в последующем — № 3) Акмолинской области (с 1960 года — Целинного края, с 1961 — Целиноградской области). В 1948 году вступил в ВКП(б)/КПСС.
Его грузовая автомашина ГАЗ-93 прошла 340 тысяч километров, из них 281 тысячу — без капитального ремонта. Только в 1959—1965 годах он перевёз сверх плана 10 326 тонн грузов, выполнив седьмую семилетку (1959—1965) по тоннажу за 5 лет, а по тонно-километрам — за 3,5 года. Интенсивно эксплуатируя автомашину, Куйшубай Мукушев снизил затраты на её капитальный ремонт на 1408 рублей, сэкономил более 350 рублей за счёт перепробега автомобильных шин и около 6 тонн бензина. За все годы работы шофёром он не имел аварий и дорожных происшествий.
Указом Президиума Верховного Совета СССР от 5 октября 1966 года за выдающиеся успехи, достигнутые в выполнении заданий семилетнего плана по перевозкам народнохозяйственных грузов и пассажиров, строительству, ремонту и содержанию автомобильных дорог, Мукушеву Куйшубаю присвоено звание Героя Социалистического Труда со вручением ордена Ленина и золотой медали «Серп и Молот».
Избирался депутатом Атбасарского городского Совета депутатов трудящихся.
Проживал в городе Атбасар Целиноградской (с 1992 года — Акмолинской области). Дата смерти не установлена.

## Награды
- Золотая медаль «Серп и Молот» (05.10.1966)
- Орден Ленина (05.10.1966)
- Медаль «За трудовую доблесть»
- Медаль «В ознаменование 100-летия со дня рождения Владимира Ильича Ленина» (6 апреля 1970)
- и другими